# Wołodar Rościsławicz
Wołodar Rościsławicz (zm. 1124) – książę ruski z dynastii Rurykowiczów, książę dźwinogrodzki, w latach 1085–1092, książę przemyski od 1092 lub 1097 roku.  
Prawnuk Jarosława Mądrego, drugi syn Rościsława Włodzimierzowica i księżniczki węgierskiej, młodszy brat Ruryka i starszy brat Wasylka.
Wspólnie z braćmi wygnał Jaropełka z tronu i współrządził Wołyniem. W 1085 roku, z woli Wsiewołoda Jarosławicza kijowskiego został pierwszym księciem zwenigrodzkim. Udzielnym księciem przemyskim został albo po śmierci starszego brata Ruryka w 1092 (bardziej prawdopodobne jest jednak, że Ruryk utracił księstwo i brat nie mógł po nim dziedziczyć), albo dopiero w 1097 roku, kiedy jego prawa potwierdził z pewnością zjazd lubecki. Tytuł ten dzierżył do śmierci. Wołodar musiał stoczyć dwie wojny w obronie niezależności – ze Światopełkiem kijowskim i węgierskim Kolomanem, obie zwycięskie. Umocniwszy panowanie, Wołodar toczył wojny z Polską. 
W 1119 roku wzniósł w Przemyślu bogatą wedle ówczesnych opisów cerkiew. W 1121 podczas kolejnej wyprawy na Biecz, został wzięty do niewoli przez Piotra Włostowica. Za znaczącą sumę wykupił go brat Wasylko. 
Miał dwie córki i dwóch synów: Wołodymyrkę i Rościsława. Starszy Wołodymyrko wziął księstwo dźwinogrodzkie, a Rościsławowi dostała się dzielnica przemyska.